# Roma traditoribus non praemiat
Roma traditoribus non praemiat és una frase en llatí utilitzada a l'Antiga Roma, que literalment significa 'Roma no paga traïdors'. Es diu a qui va cometre la traïció, per escarnir, encara que qui ho digui sigui l'instigador de la traïció.
Es diu que el procònsol Quint Servili Cepió va dir aquesta frase a tres hispans -Audax, Ditalcos i Minuros- que van actuar com a traïdors i van matar el líder lusità Viriat l'any 139 aC, quan anaven a recollir la seva recompensa. Les fonts clàssiques, però, no inclouen aquesta frase, encara que l'esdeveniment històric sigui esmentat per alguns historiadors com Diodor, Orosi, Apià, Eutropi, Valeri Màxim i Suïdas.